# Go!Cam

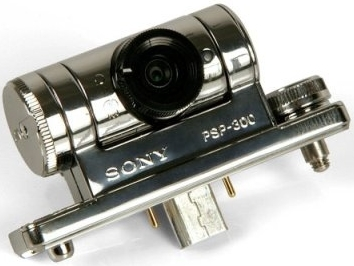
Sony PSP Go!Cam (PSP-300)

Go!Cam - это периферийная цифровая камера от Sony Computer Entertainment для портативной игровой системы PlayStation Portable. В Японии, модель PSP-300 была выпущена в качестве Chotto Shot (ちょっとショット "Быстрый Выстрел", "Quick Shot") 2 ноября 2006 г., и был выпущен в Сингапуре в этом году. Для регионов PAL он называется Go! Cam и был выпущен 25 мая 2007 года. Версия с более низким разрешением, PSP-450x, была представлена в 2009 году. Камера PSP-450x была выпущена в Северной Америке в комплекте с Invizimals 12 октября 2010 года, а также в комплекте с EyePet 2 ноября 2010 года.
Камера крепится на верхней части PSP с помощью разъема для подключения Mini USB и винта. Он может делать фотоснимки и записывать видео со звуком. Микрофон также можно использовать с программой Talkman и другими программами.
Камера крепится винтами к USB разъёму, который находится сверху PSP. Это 1,3 мегапиксельная камера, которая имеет разрешение получаемых снимков 1280×960 пикселей, как в некоторых мобильных телефонах. Камера может записывать видео вместе со звуком. 
22 августа 2007 года Sony Computer Entertainment Europe на Leipzig Games Convention 2007 объявила, что программы мгновенного обмена сообщениями (Go! Messenger, выпущенная 29 февраля 2008 года или Skype) позволят использовать Go!Cam для проведения видеоконференций и использования голосового чата.
Японская версия камеры Chotto Shot также имеет встроенный микрофон, который может быть использован с Talkman и другими программами.

## Даты выхода
- В Японии она была выпущена под названием Chotto Shot (ちょっとショット «Quick Shot») 2 ноября 2006 года.[2]
- В Сингапуре она попала на прилавки магазинов в тот же год. На PAL территориях камера была выпущена 25 мая 2007 года.[3]
- В России Go!Cam появилась 16 мая 2007 года.[4]

## PSP-300 E
PSP-300 E - это серебристая 1,3-мегапиксельная камера, похожая на камеры, используемые в сотовых телефонах. Он может записывать видео с разрешением до 480x272 при 30 кадрах / с и делать фотографии с разрешением до 1280x960. Требуется официальная прошивка 2.82 или более поздней версии.
| PSP-300 E             | PSP-300 E           |
| Разрешение фотографий | Разрешение видео    |
| --------------------- | ------------------- |
| 320x240 (QVGA)        | 320x240 15 кадров/с |
| 320x240 (QVGA)        | 320x240 30 кадров/с |
| 480x272               | 480x272 15 кадров/с |
| 480x272               | 480x272 30 кадров/с |
| 640x480 (VGA)         |                     |
| 1280x960 (SXGA)       |                     |

## PSP-450x
12 октября 2010 года, когда был выпущен Invizimals, он поставляется в комплекте с новой, переработанной PSP-камерой модели PSP-450x, которая представляет собой 0,3-мегапиксельную камеру, делающую фотографии с максимальным разрешением 640x480 и видео со скоростью до 480x272 при 30 кадрах / с. Для PSP-450x требуется официальная прошивка версии 6.00 или более поздней.
| PSP-450x              | PSP-450x            |
| Разрешение фотографий | Разрешение видео    |
| --------------------- | ------------------- |
| 320x240 (QVGA)        | 320x240 15 кадров/с |
| 320x240 (QVGA)        | 320x240 30 кадров/с |
| 480x272               | 480x272 15 кадров/с |
| 480x272               | 480x272 30 кадров/с |
| 640x480 (VGA)         |                     |

## Программное обеспечение для редактирования
Камера Chotto Shot поставляется с UMD, используемым для редактирования фотографий и видеоклипов, хотя UMD написан на японском языке, поэтому у пользователей, не являющихся японцами, которые его импортировали, могут возникнуть трудности с использованием программного обеспечения.
Go!Cam camera не поставляется с UMD, но вместо этого для нее доступна загрузка под названием Go!Edit. Go!Edit - это программа, которая позволяет расширенно использовать Go!Cam и включает в себя функции, позволяющие редактировать изображения и видео. Для Go!Edit требуется системная прошивка PSP версии 3.40 или выше. Помимо английского, the Go!Программа редактирования также доступна на датском, голландском, испанском, итальянском, французском, суоми (финском), норвежском, португальском и шведском языках, и все языки поставляются вместе с самой программой.
Камера PSP может использовать прошивку версии 3.00 или выше для съемки фотографий или видео с инструкциями на английском языке на экране. Пользователи могут сделать это, выбрав "КАМЕРА" в меню "ФОТО". После съемки фотография или видео будут сохранены на карте памяти пользователя. Сохраненные видеоролики можно загружать в Интернет с любого беспроводного соединения.

## Продолжительность видеозаписи
Go!Edit видео можно снимать только в течение 15 секунд, а затем редактировать; однако доступ к камере через меню XMB означает, что продолжительность видеозаписи зависит от размера карты памяти. Качество видео можно изменять, поэтому, чем ниже качество, тем дольше время записи и наоборот. Используя наилучшие настройки качества (480x272 и Fine quality), на 4 ГБ Memory Stick Duo можно записать полтора часа видео.